# Фос (газета)
Фос (греч. Φως, Фос — в переводе — Свет) — еженедельная греческая газета, издавалась в Османской Македонии, в городе Монастири в период 1910—1912 годов.

## Общие сведения
Газета начала выходить в период после свёртывания Борьбы за Македонию и в условиях либерализации общественной жизни империи и цензуры в начальный период после Младотурецкой революции 1908 года.
Издателем газеты был «Греческий клуб» (1908) города.
Подзаголовок газеты — «Греческая политическая, филологическая и экономическая газета». Газета печаталась в одной из двух греческих типографий города, типографии Братьев Пилис(ов). Газета выходила на 4 страницах.
Первый номер газеты вышел 4 декабря 1910 года.
Издателем и главным редактором первоначально был купец и македономах (борец за воссоединение Македонии с Грецией) Спиридон Думас, а с № 48 (1911) — Василиос Хр. Нотис.
В газете публиковались политик, писатель и македономах, впоследствии историк Георгиос Модис, поэт Георгиос Сагякис, учитель и поэт Петрос Кирьязис.
Последний известный выпуск — № 94 от 5 мая 1912 года — вышел за 5 месяцев до начала Первой Балканской войны.